# 평택 김씨
평택 김씨(平澤金氏)는 경기도 평택시을 본관으로 하는 한국의 성씨이다.
시조 김완로(金完老)는 김알지의 후손으로, 대사동(大司諌)을 지냈다고  한다 .

## 참고 자료
- “평택김씨(平澤金氏)”. 뿌리를 찾아서.[깨진 링크(과거 내용 찾기)]